# Sylvia Safdie
Sylvia Safdie, née le 17 août 1942 à Aley est une artiste canadienne qui procède par assemblage de matériaux collectés en environnement naturel et donnent lieu à diverses assemblages, dont l’installation. Il émane de ses œuvres une sorte de cartographie du monde
L’artiste crée à partir d'une variété de médiums, tels que la peinture, la sculpture, le dessin, l'installation, la photographie et la vidéo. La matière lui permet d'explorer différents thèmes faisant écho à la période de sa petite enfance. 
Elle vit et travaille à Montréal, Québec.

## Biographie
Sylvia Safdie est née à Aley, au Liban, le 17 août 1942. Ses parents sont Leon et Rachel Safdie. Elle est née dans une famille juive et elle est la plus jeune de trois frères et sœurs. Son frère aîné, Moshe Safdie (né en 1938) est architecte, et son autre frère, Gabriel Safdie (né en 1940) est poète et professeur de littérature. Elle passe sa petite enfance à Mount Carmel, en Israël, mais à l'âge de onze ans, sa famille déménage de Haïfa, en Israël, à Montréal, au Québec en 1953. Safdie obtient son baccalauréat en beaux-arts à l'Université Concordia, à Montréal, Québec, en 1975.
Parmi les souvenirs de la petite enfance de Safdie, il y a son héritage juif du Moyen-Orient et ses expériences en Israël, suivies d'un déménagement dans un nouveau pays, sont les principales sources d'inspiration et informent sa carrière artistique de cinq décennies.
Enfant, elle construit des châteaux de sable sur les plages près de Haïfa, où elle prend conscience de leur vulnérabilité face aux vagues et le temps. Ce qui contribue à développer sa fascination pour l'éphémère . À cette époque, elle commence à collectionner des roches et autres objets éphémères et naturels, qu'elle classe ensuite par taille, par forme, par couleur, par matière et par origine. Ces impulsions d'enfance sont ensuite reprises dans son travail artistique et contribue à apaiser le sentiment de déplacement à la suite de son départ d'Israël.
À la suite de l'obtention de son diplôme, Safdie effectue un retour à ses racines israéliennes, comme Haïfa, Jaffa et Jérusalem, et dans des régions comme le Maroc, le Mexique et l'Inde. Au cours de ses voyages, elle collecte ou documente par le biais de la vidéo des objets naturels, des matériaux ou des scènes spécifiques, et capture les traces archéologiques de lieux visité à travers le temps.
Au cours de ses explorations, Safdie a recueilli plus de 500 échantillons de terre, qu'elle utilise dans ses peintures et dessins. Ses voyages sont considérés comme une exploration continue de la spiritualité et de son histoire juive, combinée à sa passion pour la nature, comme une forme d'enracinement avec la terre et le passé.
Chronologiquement, l'artiste travaille à partir d'objets naturels trouvés. En 1970, elle crée principalement des installations à caractère sculptural. Elle entame la peinture, en 1980, en agençant des matériaux à l'huile et de la terre. Le grattage et la superposition font partie des nombreuses techniques physiques qui caractérisent son processus de peinture . Plus tard dans sa carrière, elle a été attirée par la photographie pour capturer les vérités inhérentes autour de ses thèmes. En 2001, Safdie a commencé à expérimenter des œuvres vidéo qui incluaient ou excluaient le son, ce qui démontre ses idées de manière fluide et non statique.

## Thèmes, style et techniques
Le langage visuel de Sylvia Safdie parle de l'intersection du temps, du lieu et de la mémoire au bénéfice de thèmes plus profonds de transformation et de temporalité. Ses représentations du lien entre la figure humaine, et plus spécifiquement la forme féminine et le monde naturel, est à la limite de l'abstrait, tout en demeurant une représentation figurative. Parmi ses matériaux de prédilection, Safdie utilise du sable, de la terre, de la pierre, du bois et d'autres matières naturelles, intacts ou utilisés comme support. Son processus montre son sujet dans un état de transformation émergente, disparaissant ou d'absence. Sa représentation d'humains perdus ou déplacés met l'accent non pas sur le vide, mais sur la façon dont leur présence se perpétue à travers des traces dans le monde naturel.

Les sculptures de Safdie sont développées par thématiques et souvent intitulées en hébreu, tels que Zakhor (mémoire), Keren (rayon lumineux) et Lahav (flamme éternelle). Son travail évolue à travers le temps, parfois même sur plusieurs années à aboutir à une œuvre finale, une collection ou une série.
"Je m'intéresse à la façon dont la nature contribue à nous définir, ainsi qu'à la façon dont le corps en fait partie", explique-t-elle.

## Œuvres / séries sélectionnées
- Série Earth Marks (1997-)[6] Cette série de peintures et de dessins en cours de pigments de terre naturels mélangés à de l'huile sur mylar. Le sujet abstrait ressemble à une forme humaine qui réapparaît ou disparaît avec une aura passagère.
- Keren n°4 (1999)[2] Une sculpture en tonneau de cuivre contenant un livre ouvert avec des pages vierges. Alors que le spectateur fait le tour du tonneau, une illusion des pages du livre commence à tourner, enflammée par la lumière.
- Mouettes (2002)[3] Une première œuvre vidéo représentant une mouette planant en vol est jouée en boucle en continu, ce qui fausse et interrompt la perception du spectateur. La vidéo n'est pas accompagnée de son et la vitesse de la vidéo est ralentie.
- Gladys : Une vie (2005)[3] Une œuvre vidéo au ralenti documentant Gladys Barnes, une femme de 95 ans originaire de Trout River Terre-Neuve, en état de sommeil/réveil. Il dépeint les mouvements faciaux ralentis de Glady, comme un sourire évolutif ou la fermeture des yeux.
- Le présent absent (2010)[2] L'œuvre comprend trois œuvres vidéo connexes : Pond/Auschwitz (2011), Reflection/Auschwitz (2011) et Web/Auschwitz (2011), et Lehav (1993), qui est une sculpture. Les œuvres vidéo étaient la documentation de Safdie sur Auschwitz, lors de ses voyages. Il dépeint la pluie tombant sur les zones inondées du camp, utilisant l'eau comme métaphore de la réflexion personnelle.
- Comme je marche, (2021)[9] Une installation méticuleusement organisée de matériaux de terre trouvés rassemblés par l'artiste sur une longue période. Certains objets suggèrent vaguement des extrémités humaines comme des pieds et des visages, qui ont tous des traces et des cicatrices de mouvement et de temps.

## Expositions
Ses expositions solo : Galerie de l'Esprit, Mtl. (1975); Musée d'Art Vivant Véhicule, Maryland (1980); Galerie/Gallery Don Stewart, Montréal, Toronto (1981, 1982 et 1983); Galerie Evelyn Aimis (1984, 1986, 1988, 1990, 1992); Galerie J. Yahouda Meir, Mtl. (1987, 1994, 2015); AG Hamilton (1987); Centre Saidye Bronfman, Maryland (1987); Galerie Montcalm, Hull, Qué. (1988); 460 Ste. Rue Catherine O., Suite 728, Mtl. (1994); Justina M. Barnicke Gal., Tor. (1994); Diane Farris Gal., Van. (1996); Paul Petro Art Contemporain, Tor. (1998, 2000); Galerie Paul Kuhn, Calgary (2002-2003, 2007); Galerie d'art MacKenzie, Régina (2011); et d'autres. En 2021, elle a eu une exposition intitulée As I Walk à la Fonderie Darling à Montréal qualifiée « d'installation magistrale » par le magazine d'art canadien Vie des Arts et « obsédante » par Art Forum.
Son travail figure dans de nombreuses expositions collectives depuis 1978. Parmi eux, la Première Biennale des artistes québécois, Galerie du Centre des arts Saidye Bronfman, Montréal (1978); Face à face, Galerie Powerhouse, Montréal (1984); Valeurs cachées, Collection McMichael d'art canadien, Kleinburg, Ontario (1994); 25 artistes, 25 ans : Hommage à la Faculté des beaux-arts, Galerie d'art Leonard & Bina Ellen, Université Concordia, Montréal (2001); Deuxième Biennale internationale de l'estampe Guanlan 2009, Musée Guanlan, Shenzhen, Chine; et Ces eaux ont des histoires à raconter, Glynn Vivian Art Gallery, Swansea, Pays de Galles (2018).

## Collections
Son travail fait partie de la collection du Musée national des beaux-arts du Québec, du Musée des beaux-arts de Montréal, du Musée d'art contemporain de Montréal et d'ailleurs au Canada, ainsi que dans certaines galeries aux États-Unis, au Brésil, en Suisse et au Danemark.

## Prix et récompenses
- Première Biennale des artistes québécois, Galerie du Centre des arts Saidye Bronfman, Montréal (1977)
- Conseil des Arts du Canada, Subvention Projet Gouvernement du Québec, Ministère des affaires culturelles, aide "Accessibilité" (1980/1987)
- Gouvernement du Québec, Ministère des affaires culturelles, bourse « A » Institut Thomas More, Montréal - premier prix (1991/1993)
- Conseil des Arts du Canada, bourse "B" (1993)